# William Gordon
Pour les articles homonymes, voir Gordon et William Gordon (homonymie).
William Gordon (1744-1823) est un noble écossais.

## Famille
Il est le deuxième fils de Cosmo Gordon, 3e duc de Gordon (1720-1752) et son épouse Catherine Gordon (1718 - 10 décembre 1779), fille de William Gordon (2e comte d'Aberdeen). Son frère aîné est Alexander Gordon (1743-1827). Son frère cadet est le controversé George Gordon, connu pour les émeutes anti-catholiques qui portent son nom.

## Liaison et fuite
Au milieu des années 1760, William a une liaison avec une femme mariée, Sarah Bunbury, qui a déjà été courtisée par le roi George III. En 1768, ils ont une fille qui n'a pas été immédiatement reniée par Charles Bunbury, et reçoit le nom de Louisa Bunbury. Néanmoins, Sarah et William s'enfuient peu de temps après, emmenant l'enfant avec eux. William se fatigue bientôt des demandes incessantes de sa maîtresse et l'abandonne. Son mari refuse de la reprendre et Sarah retourne dans la maison de son frère avec son enfant, tandis que son mari, Charles, demande le divorce pour adultère, invoquant son départ et non la naissance de Louisa. Ce n'est qu'en 1776 que le jugement de divorce est rendu. L'affaire avec Sarah ruine la réputation sociale de William, ainsi que sa carrière militaire et politique. 

## Mariage
Plusieurs années après l'affaire Bunbury, William épouse Frances Ingram-Shepheard, fille de Charles Ingram (9e vicomte d'Irvine). Ils ont une fille, Frances Gordon, décédée célibataire. Sa femme est décédée en 1841. 

## Deuxième liaison
Alors qu'il est marié à Frances, William a eu une autre liaison et a engendré un fils illégitime, William Conway Gordon (1798–1882). Il prend des dispositions pour que le garçon reçoive une éducation et lui fixe un revenu raisonnable. William Conway Gordon sert comme aide de camp au général Peregrine Maitland, un parent par mariage de William, car il est un cousin éloigné de Frances. 
William Conway Gordon entre dans l'armée du Bengale en 1815, au 53rd Native Infantry. Il épouse Louisa Vanrenen, fille du brigadier-général J. Vanrenen, au Bengale en 1828. Ils ont quatre enfants : William George Conway Gordon, Francis Ingram Conway-Gordon, Lewis Conway-Gordon et Charles Van Renen Conway-Gordon. William Gordon est promu lieutenant en 1851 au 91e rang, puis capitaine en 1854. Il épouse Jane Miller Dickson (18 septembre 1824-27 janvier 1876) en 1857 et meurt l'année suivante. Jane Gordon est enterrée au cimetière anglais de Florence . 